# S100A16
S100A16‏ (S100 calcium binding protein A16) هوَ بروتين يُشَفر بواسطة جين S100A16 في الإنسان.